# Prva liga Republike Srpske 1995-1996
La Prva liga Republike Srpske 1995-1996 è stata la prima edizione del campionato della Repubblica Serba di Bosnia ed Erzegovina.
A quel tempo in Bosnia Erzegovina venivano disputate anche la Prva liga NS BiH (dalla comunità musulmana) e la Prva nogometna liga Herceg-Bosne (dalla comunità croata). Ciò comportava che la UEFA non riconosceva il torneo, quindi le squadre non potevano qualificarsi per le coppe europee.

## Squadre partecipanti
Il Sarajevo e lo Željezničar del girone Est sono squadre create dalla comunità serba e non si tratta dei più famosi Sarajevo e Željezničar della comunità musulmana.
| Girone Est Romanija – Pale, Srpsko Sarajevo Željezničar – Srpsko Sarajevo Mladost – Rogatica Leotar – Trebigne Boksit – Milići Jedinstvo – Brčko Slavija – Srpsko Sarajevo Glasinac – Sokolac Sarajevo – Srpsko Sarajevo Drina – Zvornik Radnik – Bijeljina |  | Girone Ovest Modriča – Modriča BSK – Banja Luka Polet – Bosanski Brod Rudar – Prijedor Proleter – Teslić Sloboda – Novi Grad Borac Banja Luka – Banja Luka Kozara – Bosanska Gradiška Ljubic – Prnjavor Borac Šamac – Bosanski Šamac Sloga – Doboj |

## Girone Ovest

### Classifica
| Pos. | Squadra           | Pt | G  | V  | N | P  | GF | GS | DR  |
| ---- | ----------------- | -- | -- | -- | - | -- | -- | -- | --- |
| 1    | Rudar Prijedor    | 50 | 20 | 16 | 2 | 2  | 37 | 13 | +23 |
| 2    | Borac Banja Luka  | 48 | 20 | 14 | 6 | 0  | 50 | 13 | +37 |
| 3    | Kozara            | 30 | 20 | 8  | 6 | 6  | 37 | 20 | +17 |
| 4    | Sloga Doboj       | 27 | 20 | 8  | 3 | 9  | 19 | 18 | +1  |
| 5    | Polet Brod        | 24 | 20 | 7  | 3 | 10 | 26 | 34 | -8  |
| 6    | BSK Banja Luka    | 23 | 20 | 6  | 5 | 9  | 17 | 23 | -6  |
| 7    | Ljubić Prnjavor   | 23 | 20 | 6  | 5 | 9  | 16 | 29 | -13 |
| 8    | Borac Šamac       | 22 | 20 | 6  | 4 | 10 | 22 | 29 | -7  |
| 9    | Modriča           | 22 | 20 | 6  | 4 | 10 | 14 | 27 | -13 |
| 10   | Sloboda Novi Grad | 19 | 20 | 5  | 4 | 11 | 16 | 39 | -23 |
| 11   | Proleter Teslić   | 19 | 20 | 5  | 4 | 11 | 18 | 27 | -9  |

Legenda:
      Ammesso alla finale.
      Retrocesso in Druga liga Republike Srpske.
Note:
Tre punti a vittoria, uno a pareggio, zero a sconfitta.

### Baraž
Spareggi promozione-retrocessione fra terz'ultima e penultima della Prva liga (Modriča e Sloboda NG) e le seconde classificate della Druga liga Banja Luka (Sloga Trn) e della Druga liga Prijedor (Borac KD).
| Squadra 1                                                                  | Totale | Squadra 2             | Andata | Ritorno |
| -------------------------------------------------------------------------- | ------ | --------------------- | ------ | ------- |
| Modriča                                                                    | 0 - 8  | Sloga Trn             | 0 - 0  | 0 - 8   |
| Sloboda Novi Grad                                                          | 1 - 2  | Borac Kozarska Dubica | 1 - 1  | 0 - 1   |
| Sloga e Borac promossi in 1. liga, Modriča e Sloboda retrocessi in 2. liga |        |                       |        |         |

### Risultati
| Squadra           | Mod | BSK | Pol | Rud | Pro | Slo | BNL | Koz | Lju | BBS | Slo |
| ----------------- | --- | --- | --- | --- | --- | --- | --- | --- | --- | --- | --- |
| Modriča           | XXX | 0-1 | 1-0 | 0-1 | 1-0 | 5-1 | 0-0 | 1-1 | 1-0 | 1-0 | 2-1 |
| BSK Banja Luka    | 2-0 | XXX | 0-0 | 0-1 | 3-1 | 2-0 | 0-2 | 2-2 | 1-1 | 2-0 | 0-1 |
| Polet Brod        | 0-0 | 3-0 | XXX | 0-1 | 2-0 | 2-1 | 1-4 | 2-1 | 5-1 | 2-0 | 2-1 |
| Rudar Prijedor    | 2-0 | 0-2 | 4-2 | XXX | 2-1 | 5-1 | 0-0 | 1-0 | 2-0 | 4-0 | 1-0 |
| Proleter Teslić   | 2-0 | 1-0 | 3-1 | 0-1 | XXX | 0-1 | 1-3 | 1-1 | 0-0 | 2-0 | 2-1 |
| Sloboda Novi Grad | 2-1 | 1-1 | 4-0 | 0-3 | 1-0 | ХХХ | 0-3 | 0-4 | 0-1 | 1-1 | 0-1 |
| Borac Banja Luka  | 0-0 | 2-0 | 4-2 | 2-1 | 3-1 | 5-0 | XXX | 2-2 | 5-0 | 6-0 | 2-0 |
| Kozara            | 6-0 | 2-0 | 1-1 | 1-2 | 3-1 | 4-0 | 2-3 | XXX | 0-0 | 2-0 | 2-0 |
| Ljubić Prnjavor   | 2-0 | 0-0 | 3-1 | 1-2 | 2-0 | 0-2 | 2-2 | 0-3 | XXX | 1-2 | 1-0 |
| Borac Šamac       | 4-0 | 3-1 | 4-0 | 2-2 | 1-1 | 1-1 | 0-1 | 3-0 | 0-1 | XXX | 1-0 |
| Sloga Doboj       | 2-1 | 3-0 | 1-0 | 1-2 | 1-1 | 0-0 | 1-1 | 1-0 | 3-0 | 1-0 | XXX |

## Girone Est

### Classifica
| Pos. | Squadra                       | Pt | G  | V  | N | P  | GF | GS | DR  |
| ---- | ----------------------------- | -- | -- | -- | - | -- | -- | -- | --- |
| 1    | Boksit Milići                 | 48 | 20 | 15 | 3 | 2  | 59 | 13 | +46 |
| 2    | Glasinac Sokolac              | 35 | 20 | 11 | 2 | 7  | 40 | 27 | +13 |
| 3    | Sarajevo (Srpsko Sarajevo)    | 33 | 20 | 10 | 3 | 7  | 29 | 38 | -9  |
| 4    | Mladost Rogatica              | 31 | 20 | 9  | 4 | 7  | 32 | 27 | +5  |
| 5    | Jedinstvo Brčko               | 31 | 20 | 10 | 1 | 9  | 26 | 35 | -9  |
| 6    | Radnik Bijeljina              | 27 | 20 | 8  | 3 | 10 | 25 | 23 | +2  |
| 7    | Leotar                        | 26 | 20 | 8  | 2 | 10 | 38 | 30 | +8  |
| 8    | Slavija                       | 25 | 20 | 7  | 4 | 9  | 23 | 30 | -7  |
| 9    | Željezničar (Srpsko Sarajevo) | 25 | 20 | 6  | 7 | 7  | 30 | 36 | -6  |
| 10   | Drina Zvornik                 | 20 | 20 | 5  | 5 | 10 | 30 | 38 | -8  |
| 11   | Romanija Pale                 | 10 | 20 | 2  | 4 | 14 | 13 | 48 | -35 |

Legenda:
      Ammesso alla finale.
      Retrocesso in Druga liga Republike Srpske.
Note:
Tre punti a vittoria, uno a pareggio, zero a sconfitta.

### Baraž
Spareggi promozione-retrocessione fra terz'ultima e penultima della Prva liga (Željezničar e Drina) e le seconde classificate della Druga liga Bijeljina (Bratstvo) e della Druga liga Srpsko Sarajevo (Sutjeska).
| Squadra 1                                                                          | Totale | Squadra 2     | Andata | Ritorno |
| ---------------------------------------------------------------------------------- | ------ | ------------- | ------ | ------- |
| Bratstvo Bratunac                                                                  | 3 - 2  | Drina Zvornik | 3 - 1  | 0 - 1   |
| Sutjeska Srbinje                                                                   | 8 - 6  | Željezničar   | 7 - 3  | 1 - 3   |
| Bratstvo e Sutjeska promossi in 1. liga, Drina e Željezničar retrocessi in 2. liga |        |               |        |         |

### Risultati
| Squadra          | Rom | Žel | Mla | Leo | Bok | Jed | Sla | Gla | Sar | Dri | Rad |
| ---------------- | --- | --- | --- | --- | --- | --- | --- | --- | --- | --- | --- |
| Romanija Pale    | XXX | 2-2 | 1-0 | 2-1 | 0-3 | 0-1 | 1-1 | 0-1 | 0-1 | 1-1 | 0-2 |
| Željezničar      | 1-1 | XXX | 1-1 | 2-1 | 0-4 | 2-0 | 1-2 | 3-2 | 2-2 | 2-1 | 3-1 |
| Mladost          | 2-0 | 2-1 | XXX | 2-0 | 2-2 | 2-0 | 3-0 | 3-2 | 6-0 | 0-0 | 3-0 |
| Leotar           | 5-0 | 3-3 | 2-1 | XXX | 2-0 | 6-0 | 4-2 | 3-1 | 1-1 | 4-0 | 1-0 |
| Boksit Milići    | 5-1 | 3-0 | 4-1 | 5-2 | XXX | 2-0 | 7-1 | 1-0 | 6-0 | 5-0 | 2-0 |
| Jedinstvo Brčko  | 3-2 | 3-0 | 4-1 | 1-0 | 1-2 | ХХХ | 2-0 | 2-1 | 2-1 | 4-2 | 0-0 |
| Slavija          | 3-0 | 2-0 | 2-0 | 2-1 | 0-0 | 2-0 | XXX | 1-2 | 0-1 | 4-1 | 0-0 |
| Glasinac Sokolac | 2-1 | 2-1 | 3-1 | 2-1 | 2-2 | 5-0 | 3-0 | XXX | 4-2 | 3-0 | 2-0 |
| Sarajevo         | 1-0 | 2-4 | 4-0 | 3-1 | 0-2 | 3-1 | 0-0 | 2-1 | XXX | 1-0 | 3-1 |
| Drina Zvornik    | 9-0 | 0-0 | 0-0 | 1-0 | 0-4 | 1-2 | 2-1 | 2-2 | 7-1 | XXX | 3-1 |
| Radnik Bijeljina | 4-1 | 2-2 | 1-2 | 2-0 | 1-0 | 3-0 | 2-0 | 2-0 | 0-1 | 3-0 | XXX |

## Finale campionato
Le vincitrici dei due gironi si sfidano per il titolo. Il Boksit Milići si laurea campione della Repubblica Srpska 1996.
| Squadra 1     | Totale | Squadra 2      | Andata | Ritorno |
| ------------- | ------ | -------------- | ------ | ------- |
| Boksit Milići | 6 – 4  | Rudar Prijedor | 5 – 2  | 1 – 2   |

## Finale Kup Republike Srpske
Questa è la finale della Kup Republike Srpske 1995–96 ed il Borac la vince per il secondo anno consecutivo.
| Squadra 1        | Totale      | Squadra 2       | Andata | Ritorno |
| ---------------- | ----------- | --------------- | ------ | ------- |
| Borac Banja Luka | 2 – 2 (gfc) | Jedinstvo Brčko | 1 – 0  | 1 – 2   |